# Севт IV
Севт IV (на старогръцки: Σεύθης, Seuthes IV) е одриски цар на Одриското царство в Тракия от ок. 215 пр.н.е. до ок. 190 пр.н.е. Той наследява на трона баща си цар Раскупорис I (240–215пр.н.е.).